# Clan Banlieue
Clan Banlieue, 1992-2004: La Grande Famiglia in Movimento è un DVD pubblicato dalla Universal Music Group nel 2004 e che raccoglie dodici anni di canzoni, concerti, incontri, viaggi e amicizie della band musicale Modena City Ramblers. Clan Banlieue è il primo documento video ufficiale nella storia dei Ramblers.
Il DVD contiene materiale video registrato dal 1992 fino al 2004, sia dalle telecamere dei videomakers della band sia da quelle degli amici e degli stessi componenti del gruppo in una lunga serie di immagini e musica. Sono presenti i video-clip realizzati dalla band per i sette album pubblicati in quel periodo, brani live montati con immagini tratte dagli oltre mille concerti tenuti e racconti di molte tappe importanti nella storia del gruppo, dall'America Latina all'Africa, passando per l'amata terra d'Irlanda.
La scelta delle immagini è stata personalmente curata e selezionata dai Ramblers, la regia della compilazione è stata seguita da Federico Micali, Stefano Lorenzi e Teresa Paoli.
Tra le comparse più significative nel DVD vi sono Bob Geldof, Paolo Rossi, Daniel Chavarría e Luis Sepúlveda.

## Tracce

### Live
- Grande famiglia
- Morte di un poeta
- Una perfecta excusa
- Ebano
- Transamerika
- Il ritorno di Paddy Garcia
- Ahmed l'ambulante
- I cento passi
- Bella ciao

### Video-clip
- Delinqueint ed Mòdna
- In un giorno di pioggia
- Clan Banlieu
- Macondo Express
- Cent'anni di solitudine
- Canzone della fine del mondo
- Fuori campo
- La legge giusta
- Altri mondi